# Derby Haven
Derby Haven är en vik utanför Isle of Man. Den ligger i den södra delen av Isle of Man, 12 km sydväst om huvudstaden Douglas.